# Mischarytera bullata
Mischarytera bullata là một loài thực vật có hoa trong họ Bồ hòn. Loài này được (H. Turner) H. Turner mô tả khoa học đầu tiên năm 1995.